# Baiti
Baiti (lokalno također i Baitsi (bɛˈitʃi) je okrug u otočnoj državi Nauru, na sjeverozapadu otoka. Graniči s okruzima Uaboe na jugozapadu, Ewa na sjeveroistoku, Anabar na istoku i Anibare na jugoistoku. Na površini od 1.2 km2 živi oko 830 stanovnika. Baiti je dio izbornog okruga Ubenide.
Baiti je dobio ime po istoimenom selu, dok je značenje imena nepoznato.

### Povijesna sela
Unutar ovog okruga nalazilo se 15 povijesnih sela.
| Povijesna sela Baitija |
| ---------------------- |
| Adrurior               |
| Aeonun                 |
| Anakawida              |
| Anut                   |
| Ataneu                 |
| Atirabu                |
| Baiti                  |
| Deradae                |
| Ibedwe                 |
| Imangengen             |
| Imaraga                |
| Mangadab               |
| Mereren                |
| Umaruru                |
| Yatabang               |